# Hymenophyllum hygrometricum
Hymenophyllum hygrometricum är en hinnbräkenväxtart som först beskrevs av Jean Louis Marie Poiret, och fick sitt nu gällande namn av Nicaise Augustin Desvaux. Hymenophyllum hygrometricum ingår i släktet Hymenophyllum och familjen Hymenophyllaceae. Inga underarter finns listade.